# Санта Фе Спрингс (Калифорнија)
Санта Фе Спрингс (енгл. Santa Fe Springs) град је у америчкој савезној држави Калифорнија. По попису становништва из 2010. у њему је живело 16.223 становника.

## Демографија
Према попису становништва из 2010. у граду је живело 16.223 становника, што је 1.215 (7,0%) становника мање него 2000. године.
| Група             | 2000.          | 2010.          |
| Белци             | 3.354 (19,2%)  | 1.927 (11,9%)  |
| Афроамериканци    | 679 (3,9%)     | 371 (2,3%)     |
| Азијати           | 688 (3,9%)     | 677 (4,2%)     |
| Хиспаноамериканци | 12.447 (71,4%) | 13.137 (81,0%) |
| Укупно            | 17.438         | 16.223         |